# Involo
L'involo costituisce, per tutta la aviofauna, il momento nel quale il pulcino (o meglio l'aquilotto per citare un esempio) abbandona il nido compiendo il suo primo volo. Di fatto rappresenta la fase di passaggio all'età adulta e il completamento della crescita del volatile stesso.